# کولیگ (داغستان)
کولیگ (به لاتین: Kulig) یک منطقهٔ مسکونی در روسیه است که در داغستان واقع شده‌است.